# Good Evening New York City
Albums de Paul McCartney
Electric Arguments
(2008) Paul McCartney Live in Los Angeles
(2010)
Albums live de Paul McCartney
Back in the World
(2003) Paul McCartney Live in Los Angeles
(2010)
Good Evening New York City est un album live de Paul McCartney enregistré pendant ses trois concerts donnés les 17, 18 et 21 juillet 2009 au Citi Field de New York, dans le cadre du Summer Live '09. À une époque où les Beatles voient leur catalogue remastérisé, l'artiste connaît une période de popularité qui s'affirme au cours de sa tournée mondiale.
L'album Good Evening New York City propose des chansons appartenant tant au catalogue des Beatles qu'à celui des Wings et de sa carrière solo jusqu'à son tout dernier album studio. Les critiques sont assez bonnes, et l'album se classe en 16e place aux États-Unis et en 28e position dans les charts britanniques (où il est disque d'argent).
On remarque la présence de Billy Joel au chant et au piano sur la chanson I Saw Her Standing There. 
Un DVD du même nom proposant le film des concerts et des bonus paraît également. L'acteur Alec Baldwin s'y charge des commentaires. En 2011, la prestation de McCartney sur Helter Skelter reçoit un Grammy Award de la meilleure prestation vocale rock.

## Disque 1
1. Drive My Car
2. Jet
3. Only Mama Knows
4. Flaming Pie
5. Got to Get You into My Life
6. Let Me Roll It
7. Highway
8. The Long and Winding Road
9. My Love
10. Blackbird
11. Here Today
12. Dance Tonight
13. Calico Skies
14. Mrs Vandebilt
15. Eleanor Rigby
16. Sing The Changes
17. Band on the Run

## Disque 2
1. Back in the U.S.S.R.
2. I'm Down
3. Something
4. I've Got a Feeling
5. Paperback Writer
6. A Day In The Life/Give Peace A Chance
7. Let It Be
8. Live and Let Die
9. Hey Jude
10. Day Tripper
11. Lady Madonna
12. I Saw Her Standing There (Avec Billy Joel)
13. Yesterday
14. Helter Skelter
15. Get Back
16. Sgt. Pepper's Lonely Hearts Club Band/The End

## DVD
- 1.	"Drive My Car"	Lennon/McCartney
- 2.	"Jet"	Paul & Linda McCartney
- 3.	"Only Mama Knows"	Paul McCartney
- 4.	"Flaming Pie"	Paul McCartney
- 5.	"Got to Get You into My Life"	Lennon/McCartney
- 6.	"Let Me Roll It"	Paul & Linda McCartney
- 7.	"Highway"	Paul McCartney
- 8.	"The Long and Winding Road"	Lennon/McCartney
- 9.	"My Love"	Paul & Linda McCartney
- 10.	"Blackbird      Lennon/McCartney
- 11.	"Here Today"	Paul McCartney
- 12.	"Dance Tonight"	Paul McCartney
- 13.	"Calico Skies"	Paul McCartney
- 14.	"Mrs Vandebilt"	Paul & Linda McCartney
- 15.	"Eleanor Rigby"	Lennon/McCartney
- 16.	"Sing the Changes"	Paul McCartney
- 17.	"Band on the Run"	Paul & Linda McCartney
- 18.	"Back in the USSR"	Lennon/McCartney
- 19.	"I'm Down"	Lennon/McCartney
- 20.	"Something"	George Harrison
- 21.	"I've Got a Feeling"	Lennon/McCartney
- 22.	"Paperback Writer"	Lennon/McCartney
- 23.	"A Day in the Life/Give Peace a Chance"	Lennon/McCartney - John Lennon
- 24.	"Let It Be"	Lennon/McCartney
- 25.	"Live and Let Die"	Paul & Linds McCartney
- 26.	"Hey Jude"	Lennon/McCartney
- 27.	"Day Tripper"	Lennon/McCartney
- 28.	"Lady Madonna"	Lennon/McCartney
- 29.	"I Saw Her Standing There" (Avec Billy Joel)	Lennon/McCartney
- 30.	"Yesterday"	Lennon/McCartney
- 31.	"Helter Skelter"	Lennon/McCartney
- 32.	"Get Back"	Lennon/McCartney
- 33.	"Sgt. Pepper's Lonely Hearts Club Band (reprise)/The End"	Lennon/McCartney

## Personnel
- Paul McCartney – chant, basse, guitare acoustique, guitare électrique, ukulele sur Something, mandoline, piano
- Rusty Anderson – guitares acoustique et électrique, chœurs, chant on I've Got a Feeling avec McCartney
- Brian Ray – guitares, basse, chœurs
- Paul Wickens – claviers, piano, orgue, guitare électrique, accordéon, harmonica, percussions, chœurs
- Abe Laboriel Jr. – batterie, percussion, chœurs
- Billy Joel - chant, piano sur I Saw Her Standing There